# Asedio de Jaén (1225)
El asedio de Jaén de 1225 se llevó a cabo por parte del rey Fernando III de Castilla durante su primera campaña, acaecida de 1224 a 1230. El asedio de Jaén fue llevado a cabo antes de la entrega de Martos y Andújar, ese mismo año.

## Antecedentes
La conquista de Jaén era fundamental para la expansión del Reino de Castilla por el valle del Guadalquivir. El problema de la conquista de la ciudad eran las fuertes murallas construidas por los almorávides y que en 1151 y en 1152 soportaron el ataque del rey Alfonso VII de Castilla y el ataque de los almohades en 1162.
Teniendo en cuenta todo esto, en 1224, Fernando III de Castilla, atacó el territorio de Jaén partiendo de Baeza con su aliado musulmán, el emir al-Bayyasi . Esta primera campaña fue solo un tanteo para ver y probar las defensas de Jaén.

## Asedio
El ejército de Castilla contaba con un importante número de hombres que acompañaban al rey desde Toledo, además, del apoyo del ejército castellano de Baeza y del ejército de al-Bayyasi, Taifa de Baeza, vasallo del rey santo. El objetivo de Fernando III no era todavía conquistar la plaza sino debilitarla y probar sus defensas con vistas al asedio definitivo. A los pocos días levantó el cerco.
Durante el asedio se establecieron campamentos cristianos, se devastaron los campos próximos, los sitiados realizaron salidas con escaramuzas a los sitiadores y los sitiadores atacaron la Muralla.

## Consecuencias
El asedio no concluyó con la conquista de la ciudad debido a que el ejército de Castilla no contaba con máquinas de asedio, a pesar de que la Crónica de Ávila habla del uso de trabuquete, además, la ciudad estaba fuertemente defendida por 160 caballeros cristianos que apoyaban a los musulmanes, acaudillados por el magnate Álvaro Pérez de Castro "el Castellano", señor de la Casa de Castro y bisnieto de Alfonso VII el Emperador, rey de Castilla y León. El número de combatientes que defendían Jaén, según las crónicas cristianas, era de 3.000 caballeros y 50.000 peones musulmanes y 160 caballeros cristianos al mando de Álvaro Pérez de Castro.

en aquella plaza se face çerca de las huertas contra Castro (...) allanaron las cauas que eran fondas e furacaron las barbacanas
Crónica de Ávila.